# L'Œuvre des enfants à la montagne
Fondée en 1893 par le pasteur Louis Comte, l'Œuvre des enfants à la montagne est créée pour venir en aide à l’enfance défavorisée du bassin minier stéphanois. 
Elle plaçait des enfants fragilisés par les maladies « sociales » (anémie, tuberculose) par groupe de deux à six dans des familles paysannes du plateau Vivarais-Lignon dans le but de restaurer leur santé en leur offrant deux mois de vacances au « grand air ».